# یواس‌اس کلرادو (۱۸۵۶)
یواس‌اس کلرادو (۱۸۵۶) (به انگلیسی: USS Colorado (1856)) یک کشتی بود. این کشتی در سال ۱۸۵۶ ساخته شد.